# 제36회 카를로비바리 국제 영화제
제36회 카를로비바리 국제 영화제는 2001년 7월 5일에 열린 시상식이다.

## 수상 및 후보

### 대상(장편)
- 아멜리에 - 장-피에르 주네 수상

### 심사위원특별상(장편)
- 안녕 테레스카 - 로버트 글린스키 수상

### 감독상(장편)
- 치코 - Ibolya Fekete 수상

### 여우주연상(장편)
- 마틴을 위한 노래 - 비베카 세달 수상

### 남우주연상(장편)
- 마틴을 위한 노래 - 스벤 볼터 수상

### 다큐멘터리상(30분이하)
- Pho (Noodle Soup) - Uyen Luu 수상

### 다큐멘터리상(30분이상)
- 삶 - 알랭 카발리에 수상

### 영화제 위원장상
- Otakar Vávra 수상
- 벤 킹슬리 수상